# ماريو فاروجيا
ماريو فاروجيا (بالإنجليزية: Mario Farrugia)‏ هو لاعب كرة قدم ومدرب كرة قدم مالطي في مركز الدفاع، ولد في 10 مارس 1955 في مالطا. شارك مع منتخب مالطا لكرة القدم. أما مع النوادي، فقد لعب مع نادي هيبرنيانز.

## وصلات خارجية
- ماريو فاروجيا على موقع قاعدة بيانات كرة القدم.إي يو (الإنجليزية)
- ماريو فاروجيا على موقع عالم كرة القدم.نت (الإنجليزية)